# Угандская белозубка-броненоска
Угандская белозубка-броненоска (лат. Scutisorex somereni) — млекопитающее из рода Scutisorex семейства землеройковых. От всех других млекопитающих её отличает уникальное строение скелета. Род долго считался монотипическим, пока в 2013 году не была описана белозубка Тора, обладающая теми же особенностями.

## Описание
Длина тела составляет от 12 до 15 см, хвост длиной от 7 до 10 см, масса тела — до 110 г. Густая, грубая шерсть имеет серый окрас. Животное имеет своеобразное и необычное для мелких позвоночных животных строение скелета. Позвоночник является настолько сложным, что составляет 4 % от массы тела животного (у других мелких млекопитающих только 0,5-1,6 % от общей массы тела). Поясничный отдел позвоночника имеет 11 позвонков, в то время как у остальных позвоночных животных их всего 5. Позвонки связаны между собой не только латеральными, но и дорсальными и вентральными отростками. С одной стороны, это придаёт спине наибольшую степень подвижности, что, в свою очередь, даёт преимущество при поступательном движении. Анатомическая особенность позволяет животному выдерживать огромную нагрузку на тело, превышающую его массу в 1000 раз.

## Распространение
Угандская белозубка-броненоска населяет болотистые, полноводные леса на севере Демократической Республики Конго, а также в Уганде и Руанде.

## Образ жизни
Образ жизни мало изучен. Животные активны как днём, так и ночью. Они помечают свою территорию едко пахнущим секретом желёз.

## Питание
Угандская белозубка-броненоска питается преимущественно олигохетами (38-45 % рациона) и частично роющими беспозвоночными, включая жуков, муравьёв, чешуекрылых, личинок двукрылых и других. Своеобразное строение скелета позволяет ей поедать относительно длинных почвенных беспозвоночных, размер которых составляет от 25 до 50 мм.

## Размножение
Репродуктивная биология не изучена.

## Легенды
В долине Конго землеройкам приписывают магическую силу из-за их способности выдерживать большие нагрузки. Согласно суеверию, чтобы стать неуязвимым, достаточно иметь при себе шкурку или какую-либо часть тела животного.